# 奧托姆巴 (明尼蘇達州)
奧托姆巴（英語：Automba）是位於美國明尼蘇達州卡爾頓縣奧托姆巴鎮區的一個非建制地區。

## 地理
奧托姆巴所處的海拔為高於海平面393米（即1289英呎），而該地所採用的時區為UTC-6，即北美中部時區（CST）。同時該地設有夏令時間，為UTC-6調快一小時，即UTC-5（CDT）。